# مسیر ایران
مسیر ایران نام مسیر جدیدی در رخ جنوب غربی به قله ۸۰۵۱ متری برود پیک است که سه کوهنورد ایرانی به نام‌های آیدین بزرگی، پویا کیوان، و مجتبی جراهی در سه شنبه ۲۵ تیر ۱۳۹۲ موفق به گشایش آن شدند. این سه کوهنورد در مسیر بازگشت مسیر را گم کردند و مفقود شدند و سپس جان خود را از دست‌دادند.

## پیشینهٔ تلاش برای صعود به برودپیک
در سال ۱۳۸۸ تیم ایرانی باشگاه کوهنوردان آرش تلاش کرد تا با گشایش مسیری نو در رخ جنوب غربی به قله ۸۰۵۱ متری برودپیک برسد. مسیر جدید شامل دو بخش است: ۱ - بخش اول در رخ جنوب غربی تا کمپ ۳ مسیر نرمال. ۲ - بخش دوم، بدواً تراورس در سمت راست کمپ ۳ و سپس عبور از مسیری نسبتاً مستقیم تا قله اصلی.
تلاش تیم آرش در سال ۱۳۸۸ در ارتفاع ۶۸۰۰ متری یعنی در محدودهٔ کمپ ۳ متوقف شد. در سال ۱۳۹۰ نیز این تیم در ادامه تلاش قبلی خود کارهایی انجام داد اما موفق به صعود قله نشد. دومین تلاش در تیر ماه ۱۳۹۰ به سرپرستی کیومرث بابازاده که از ایران تیم را سرپرستی می‌نمود واقع شد. اعضای تیم آیدین بزرگی، مجتبی جراحی، علی عزیزی اصل، افشین سعدی، رضا یعقوبی، و رضا کاظمی بوده‌اند. تیم پس از حدود ۵۰ روز تلاش، و صعود تا ارتفاع ۷۴۵۰ به دلیل خرابی هوا و اتمام فصل صعود مجبور به اتمام برنامه شد.

## صعود ۱۳۹۲ به برودپیک و گشایش مسیر ایران
سه کوهنورد جوان ایرانی (آیدین بزرگی، پویا کیوان، و مجتبی جراهی) در راه عبور از مسیر جدید، گـُردهٔ سنگی و یخی مسیر را پشت سر گذاشتند، یک پلهٔ سنگی سست و ناپایدار به ارتفاع ۳۰ متر و شیب یخی ۷۵ درجه را صعود کردند و در این صعود ۱۶۰۰ متر طناب ثابت نصب کردند. آن‌ها برای رسیدن به قله مجبور به شب مانی در ارتفاع بالای ۷۰۰۰شدند. کوهنوردان ایرانی در سه ارتفاع ۷۳۵۰، ۷۴۵۰ و نزدیک ۸۰۰۰ متر شب را به روز رساندند.
آنها سپس با فتح قلهٔ برودپیک از مسیری جدید، «مسیر ایران» را ثبت و پرچم ایران را به اهتزاز درآوردند.

### صعودکنندگان

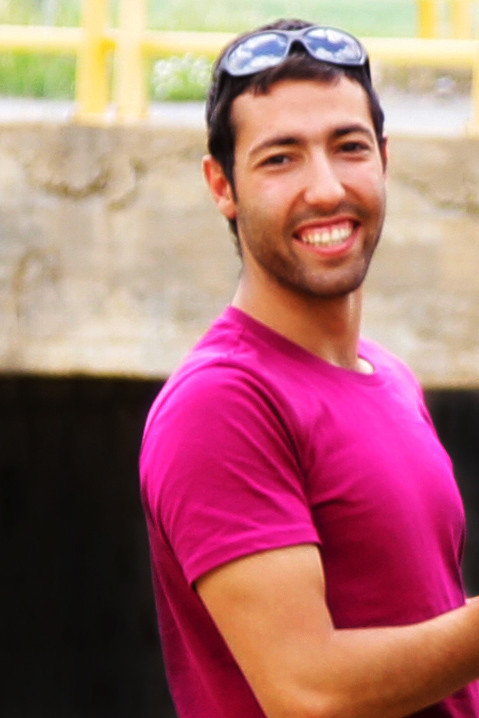
آیدین بزرگی

گروه صعودکننده متشکل از سه کوهنورد ایرانی به نام‌های آیدین بزرگی، مجتبی جراهی و پویا کیوان بود.

## آیدین بزرگی
آیدین بزرگی (۲۲ فروردین ۱۳۶۸، تهران - تیر ۱۳۹۲، برود پیک) کوهنورد ایرانی بود. آیدین کوهنوردی را از سن ۱۳ سالگی آغاز کرد. وی دانشجوی مقطع کارشناسی دانشگاه صنعتی خواجه نصیرالدین طوسی در رشته مهندسی برق بود. گفتنی است آیدین بزرگی در هجدهمین المپیاد علمی دانشجویی در سال ۹۲ حائز رتبه ۶ کشوری شد. او همچنین رتبه یازده کنکور سراسری کارشناسی ارشد را به دست آورد و تمایل داشت رشته اقتصاد را در کارشناسی ارشد دنبال کند.
پیشینه کوهنوردی آیدین بزرگی:
- حضور در تیم گشایش مسیر برودپیک در سال ۱۳۹۰ به همراه مجتبی جراهی
- صعود انفرادی به دیواره علم‌کوه در تابستان ۱۳۹۱
- پیمایش خط الراس پسندکوه تا خرسان به همراه پویا کیوان در زمستان ۱۳۹۱
- صعود به قله برودپیک از مسیر جدید در سال ۱۳۹۲

## مجتبی جراحی

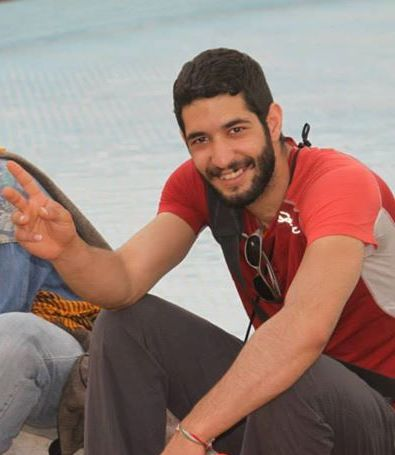
مجتبی جراحی

مجتبی جراحی (۱ خرداد ۱۳۶۵ - تیر ۱۳۹۲، برود پیک) آتش‌نشان فعال بخش امداد کوهستان در مرکز آتش‌نشانی تهران (ایستگاه ۶۴ ولنجک) و کوهنورد بود. مجتبی جراحی سابقه کار در امور آتش‌نشانی و امدادگری کوهستان را داشت. وی دارای سابقهٔ صعودهای برون مرزی متعددی در منطقه تبت و هیمالیا بود.

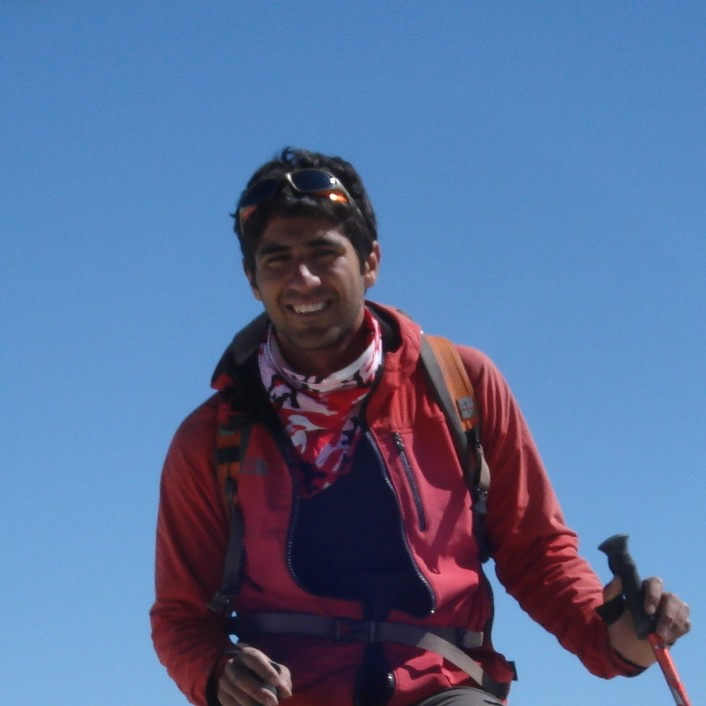
پویا کیوان

## پویا کیوان
پویا کیوان (۴ مهر ۱۳۶۸، قائم‌شهر - تیر ۱۳۹۲، برود پیک) کوهنورد ایرانی و عضو رسمی باشگاه کوهنوردی و اسکی دماوند و عضو تیم کوهنوردی آرش بود. وی دانشجوی ترم آخر مقطع کارشناسی ناپیوسته رشته مهندسی تکنولوژی عمران دانشگاه آزاد اسلامی واحد فیروزکوه بود.

## گم شدن کوهنوردان ایرانی
این سه کوهنورد ایرانی ۲۷ تیر ۱۳۹۲ بعد از صعود به قله هنگام بازگشت مسیر را گم کرده و ناپدید شدند. به گزارش سایت تخصصی BMC دربارهٔ این صعود آمده: سه کوهنورد جوان ایرانی در راه عبور از مسیر جدید گـُردهٔ سنگی و یخی مسیر را کاملاً از روی آن پشت سر گذاشتند، یک پلهٔ سنگی سست و ناپایدار به ارتفاع ۳۰ متر و شیب یخی ۷۵ درجه را صعود کردند و در این صعود ۱۶۰۰ متر طناب ثابت نصب کردند. آن‌ها برای رسیدن به قله مجبور به شب مانی در ارتفاع بالای ۷۰۰۰ شدند که به جرئت می‌توان ادعا کرد شگفتی کار این جوانان در صعود به برودپیک بود. کوهنوردان ایرانی در سه ارتفاع ۷۳۵۰، ۷۴۵۰ و نزدیک ۸۰۰۰ متر شب را به روز رساندند. آخرین تماس از گروه کوهنوردی در تاریخ ۲۹ تیر ساعت ۱۹:۳۰ به وقت محلی برقرار شد. آیدین بزرگی در این تماس اعلام کرد که تغییر محل داده‌اند و ارتفاع آن‌ها ۳۵۰۰ متر است. امری که با توجه به محل اولیه گم شدن کوهنوردان محال به نظر می‌رسید. در تاریخ ۳۰ تیر هلیکوپتر در نزدیکی منطقه گم شدن کوهنوردان پرواز و عکس برداری کرد. در بررسی عکس‌های به دست آمده از پرواز دو نقطه مشکوک تعیین شد، ولی نتیجه‌ای در برنداشت. در تاریخ ۳۱ تیر مختصات کوهنوردان از طریق دستگاه جی پی اس ماهواره‌ای آن‌ها به دست آمد؛ ولی با توجه به بدی آب هوای منطقه پرواز انجام نشد. توماس لامل، کوهنورد آلمانی و مسئول امداد کوهستان در تاریخ ۱ مرداد ۱۳۹۲ اعلام کرد که به عقیده او کوهنوردان ایرانی جان باخته‌اند. این در حالی بود که از روز ۲۹ تیر، دیگر تماسی از طرف گروه با امدادگران برقرار نشده بود. او گفت آن‌ها نمی‌توانند بعد از شش روز در این ارتفاع زنده باشند. تلاش برای بازگرداندن اجساد کوهنوردان توسط گروه امداد در روز ۱ مرداد انجام شد. این در حالی است که به دلیل بدی آب و هوا هلیکوپتر فقط توانست تا ارتفاع ۶۰۰۰ متری به‌طور عمودی پرواز کند و موفق به انجام گشت نشد. در روز ۳ مرداد نشستی با حضور خانواده‌های آیدین بزرگی، مجتبی جراحی، پویا کیوان و دست‌اندرکاران برنامهٔ برودپیک، هیئت مدیرهٔ باشگاه آرش و گروهی از کارشناسان برگزار شد که در آن پس از گفتگو دربارهٔ شرایط منطقه و نظرات کوه نوردان و راهنمایان حاضر در منطقه و دیگران، خانواده‌های کوهنوردان با پذیرش نظر کارشناسان، موافقت خود را با پایان یافتن عملیات جستجو اعلام کردند.
اسکات پاوری، کوهنورد آمریکایی که در مسیر فتح قله برود پیک هیمالیا با مجتبی، آیدین و پویا همراه بوده، در وبلاگ شخصی‌اش دربارهٔ آن‌ها می‌نویسد: «کوهنوردان با استعدادی بودند. نخستین بار آن‌ها را در ۱۰ ژوئن در اسلام‌آباد دیدار کردم و از همان اول حس کردم که تیم ایران نمی‌خواهد صبر کند. تیم آن‌ها متشکل از مردان بزرگ و با سخاوتی بود که برای بالا رفتن مصمم بودند. در طول صعود وقتی پای یکی از دوستانم از ۶ جا شکسته بود، با اینکه خودشان خیلی خسته بودند بازهم به او کمک کرد تا او را پایین بیاورند. آن‌ها غذاهای ایرانی که برای کل سفرشان آورده بودند را با بچه‌ها تقسیم کردند. آن‌ها می‌خواستند نشان بدهند که ایرانی‌ها چقدر مهمان نوازند و در نهایت هم پرچم ایران را آن بالا برافراشتند.»

## عملیات جستجو برای یافتن کوهنوردان

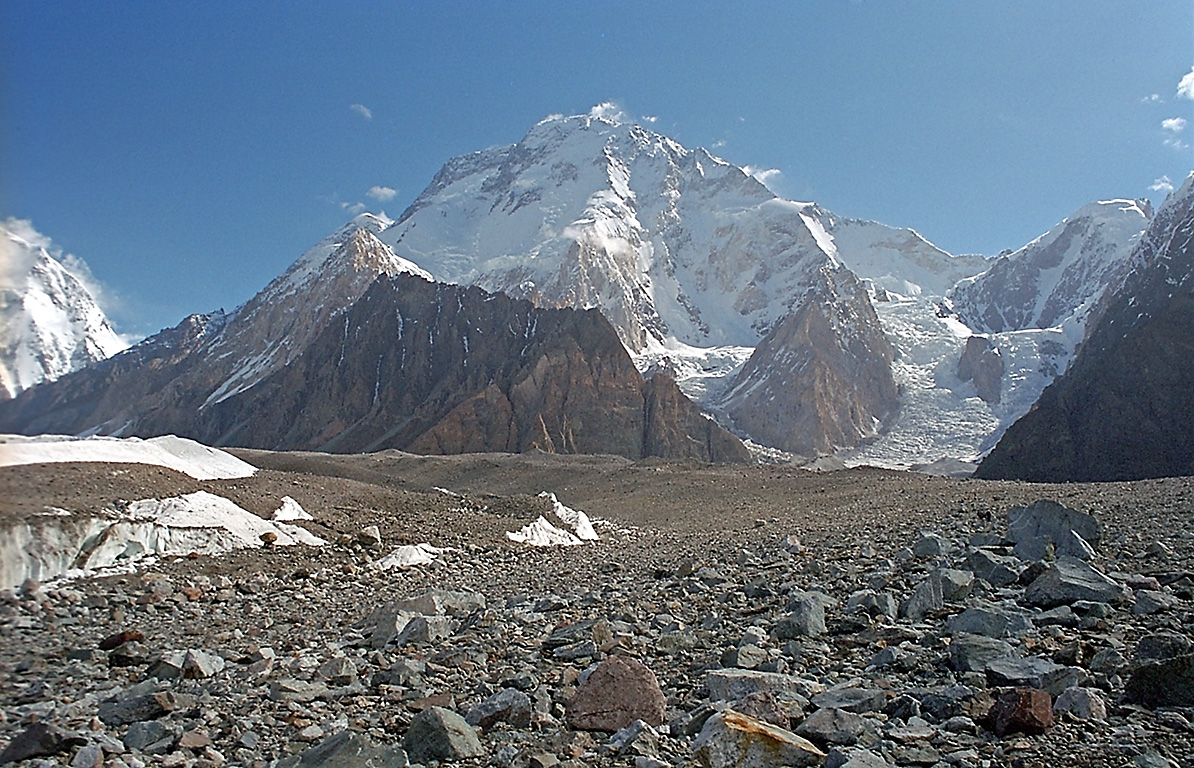
نمایی از قله برود پیک (k3) واقع در رشته‌کوه قراقروم در شمال شرقی پاکستان، که سه کوهنورد ایرانی موفق به صعود به آن شدند ولی در مسیر بازگشت از آن جان باختند.

با ادامه کار گروه جستجو و گذشت زمان، امید زنده ماندن این سه کوهنورد کم و کمتر شد تا آن‌که توماس لامل کوهنورد و جستجوگر مشهور کوهستان که برای پیدا کردن کوهنوردان مفقود شده ایرانی در قله برود پیک پاکستان چند روزی را مشغول کار بود و با بالگرد به عکس برداری از منطقه مورد نظر پرداخته بود با انتشار نامه‌ای به باشگاه آرش، اعلام نمود که دیگر هیچ شانسی برای پایین آوردنشان وجود ندارد.
توماس لامل در قسمتی از نامه‌اش اشاره می‌کند که:
«من می‌دانم که در فرهنگ ایرانیان انتقال اجساد به کشورشان چقدر مهم است ولی به عنوان یک کوهنورد، اعتقاد راسخ دارم که هیچ‌کدام از این سه نفر راضی نبوده‌اند که کسی برای پایین آوردن اجسادشان جان خود را به خطر بیندازد. آن‌ها عاشق کوهستان بودند پس چرا نگذاریم آن‌ها در جایی که اینقدر دوست داشتند در آرامش بمانند. دو نفر باربر ارتفاع، پرچم ایران را در بالای قله اصلی پیدا کرده‌اند، بنابراین مسیر ایرانیان به روی قله برود پیک به‌طور کامل و موفقیت‌آمیز توسط این سه کوهنورد صعود شده‌است»
در روز سوم مرداد نشستی با حضور خانواده‌های آیدین بزرگی، مجتبی جراهی، پویا کیوان و دست‌اندرکاران برنامهٔ برود پیک، هیئت مدیرهٔ باشگاه آرش و گروهی از کارشناسان و نمایندگان گروه‌ها و باشگاه‌های کوه‌نوردی برگزار شد که در آن ضمن گفتگو در مورد کلیات برنامه و ارزش صعود انجام شده، در بارهٔ ادامه فعالیت جستجو نیز صحبت شد. در این جلسه، گزارش آخرین عملیات جستجو ارائه شد. پس از گفتگو دربارهٔ شرایط منطقه و نظرات کوه نوردان و راهنمایان حاضر در منطقه و دیگران، خانواده‌های محترم بزرگی، کیوان و جراحی با پذیرش نظر کارشناسان، موافقت خود را با پایان یافتن عملیات جستجو اعلام کردند.

## روزشمار حادثه
در خرداد سال ۱۳۹۲ تیم ۵ نفره ایرانی متشکل از آیدین بزرگی، مجتبی جراحی و پویا کیوان همراه دو کوهنورد دیگر به نام‌های رامین شجاعی و افشین سعدی راهی برودپیک در رشته کوه‌های هیمالیا شدند تا مسیر جدیدی را به قله ۸۰۵۱ متری باز کنند.
- ۱۹ خرداد - اعضای تیم پنج نفره کوهنوردان باشگاه آرش، تهران را به قصد صعود به قله برودپیک ترک کردند. آن‌ها ابتدا به دبی رفتند و سپس راهی اسلام‌آباد شدند.
- ۲۵ خرداد - تیم کوهنوردان این‌طور برنامه‌ریزی کرد که بعد از رسیدن به پاکستان خودشان را زمینی به اسکاردو برسانند، روز ۲۶ به اسکولی بروند و یک روز بعد صعود خود را از طریق یخچال بالترو به طرف برودپیک آغاز کنند.
- ۲۹ خرداد - ارتش پاکستان ورود به یخچال بالترو را که در بعضی مناطق با هند مشترک است، ممنوع کرده بود. کوهنوردان به همین دلیل در اسکاردو متوقف شدند و منتظر ماندند تا اجازه ورود آن‌ها صادر شود. آن‌ها در برابر مشکلی بزرگ قرار گرفته بودند و تمام تلاش شان را برای حل آن به کار بستند.
- ۲ تیر – تیم در مسیر کمپ اصلی قله برودپیک مستقر و حرکت به سمت کمپ اصلی آغاز شد. آن‌ها حالا فقط سه روز تا رسیدن به کمپ اصلی قله فاصله داشتند.
- ۱۵ تیر – حال همه اعضای تیم خوب گزارش شد. آن‌ها در ارتفاع ۶۶۰۰ متری چادری برپا کردند تا برنامه بعدی خود را که شناسایی مسیر و هم هوایی تا ارتفاع ۷۱۰۰ بود، آغاز کنند.
- ۱۷ تیر – رامین شجاعی در آخرین گزارش ارسالی خود از ارتفاعات قله برودپیک، از کشته شدن یک کوهنورد آلمانی خبر داد: «او از روی پلی که روی این رودخانه به وسیله خود کوهنوردان نصب شده بود، سقوط کرد. جسد او حدود ۱۰۰ متر پایین‌تر از آب گرفته شد و همراه کوهنورد مجروح آمریکایی به اسلام‌آباد منتقل شد. همچنین یک کوهنورد آمریکایی که دچار شکستگی پا و… شده‌است (در زیر کمپ یک) به وسیله مجتبی جراحی آتل بندی و بسختی پایین آورده و به وسیله هلیکوپتر به اسلام‌آباد منتقل شد.»
- جمعه ۲۱ تیر – کوهنوردان در کمپ اصلی مستقر شدند. با توجه به پایان دوره هم هوایی، تلاش نهایی خود را برای صعود به قله و گشایش مسیر ایران در جبهه جنوب غربی آغاز کردند. گزارش‌ها از هوا و شرایط جوی مناسب حکایت داشت.
- شنبه ۲۲ تیر – آیدین بزرگی، پویا کیوان، و مجتبی جراحی کمپ ۳ را به طرف قله ترک می‌کنند. آن‌ها به ارتفاع ۷۳۵۰ متری می‌رسند و اولین بیواک را شنبه شب تجربه می‌کنند.
- یکشنبه ۲۳ تیر – تیم ۳ نفره با مسیر سنگی بالای بیواک (۱) در گیر می‌شود و فقط می‌تواند ۱۰۰ متر صعود کند و به ارتفاع ۷۴۵۰ متری برسد. آن‌ها ناگزیر دومین بیواک را یکشنبه شب در ارتفاع ۷۴۵۰ متری تجربه می‌کنند
- دوشنبه ۲۴ تیر – تیم ۳ نفره به زیر قله در ارتفاع ۸۰۰۰ متری می‌رسد. تیم سومین بیواک را دوشنبه شب در ارتفاع ۸۰۰۰ متری تجربه می‌کند.
- سه شنبه ۲۵ تیر – تیم ۳ نفره در اوایل روز به قله برودپیک (۸۰۵۱ متر) می‌رسد. مطابق برنامه، آن‌ها می‌بایست غروب همان روز از مسیر نرمال به کمپ ۳ برسند، جایی که دو عضو دیگر تیم یعنی رامین شجاعی و افشین سعدی در انتظار آن‌ها بودند. به لحاظ اهمیت موضوع تکرار می‌شود مطابق برنامه، آن‌ها می‌بایست غروب همان روز از مسیر نرمال به کمپ ۳ برسند، جایی که دو عضو دیگر تیم یعنی رامین شجاعی و افشین سعدی در انتظار آن‌ها بودند. اما فرود برخلاف انتظار آن‌ها موضوعی پیچیده‌تر و بغرنج تر بود. آن‌ها نتوانستند از مسیر نرمال و استاندارد به موقع فرود بیایند و به کمپ ۳ برسند، در نتیجه ناگزیر شدند بیواک‌های سنگین دیگری را تجربه کنند. آن‌ها چهارمین بیواک را سه شنبه شب تجربه کردند.
- چهارشنبه ۲۶ تیر – تیم ۳ نفره در فرود خود به ارتفاع ۷۷۰۰ متری می‌رسد. نقطه‌ای غلط و مسیری اشتباه که می‌بایست ۱۰۰متر برگردند (۱۰۰ متر صعود کنند) تا در مسیر درست منتهی به کمپ ۳ قرار گیرند. آن‌ها پنجمین بیواک را چهار شنبه شب در ارتفاع ۷۷۰۰ متری تجربه کردند. سه همنورد ساعت ۸ و ۳۰ دقیقه در مسیر فرود منتهی به کمپ سه قله برودپیک، به دلیل نبود دید کافی و اشتباه در انتخاب مسیر صحیح، از یک دهلیز به سمت کمپ سوم سرازیر شدند. آن‌ها به دلیل اشتباه در انتخاب مسیر، با دیواره‌های بسیار بزرگ مواجه شدند. آن‌ها در تماس تلفنی ساعت ۱۹ خود گزارش دادند به دلیل نبود دید کافی در فاصله بین گردنه و کمپ سوم، در ارتفاع حدود ۷۷۰۰ متری توقف می‌کنند و صبح روز بعد تلاش خود را ادامه می‌دهند.
- پنجشنبه ۲۷ تیر – اعضای گروه در بازگشت از قله مسیر را گم کردند و دچار مشکل شدند. ساعت ۷ صبح تیم ۳ نفره با بیس کمپ (- تهران) تماس می‌گیرد و اعلام می‌کند که نیاز به آب و غذا دارند. به نظر می‌رسد دو کوهنورد مستقر در کمپ ۳ یعنی رامین شجاعی و افشین سعدی به دلیل مشکلات جسمی توان لازم برای حمایت از تیم صعودکننده و رساندن آب و غذا به تیم ۳ نفره را نداشته‌اند. بعد از ظهر همین روز رامین شجاعی از کمپ ۳ به کمپ ۲ فرود می‌آید. تیم بیس کمپ (- تهران) از طریق باربر ارتفاع بالا آب و غذا به کمپ ۳ ارسال می‌کند اما آن‌ها دیر به کمپ ۳ می‌رسند. آیدین بزرگی مجدداً ساعت ۷ و ۵۵ دقیقه شب به وقت تهران (۸ و ۲۵ دقیقه شب به وقت محلی) تماس می‌گیرد و می‌گوید در نزدیکی‌های گردنه برودپیک در ارتفاع ۷۸۰۰متری هست. آیدین می‌گوید که چادر آن‌ها پاره شده و یکی از اعضای تیم در شرایط خوبی نمی‌باشد؛ و باز هم تکرار می‌کند که نیاز به آب و غذا دارند. تیم بیس کمپ آیدین را مطمئن می‌کند که آب و غذا در راه است و روز جمعه به دست آن‌ها خواهد رسید. تیم بیس کمپ از آیدین می‌خواهد که مختصات GPS محل استقرار خود را بگوید تا تیم نجات سریعتر و با سهولت بیشتر به آن‌ها برسد.
- جمعه ۲۸ تیر – بنابر اعلام باشگاه کوهنوردان آرش عملیات نجات کوهنوردان زمینگیر شده کماکان در دست اجراست، اما تا این لحظه از جزئیات آن اطلاعی در دست نیست. بعد از مذاکراتی با کوهنوردان سوئیسی و آمریکایی و نمایندگان شرکتی به نام ای.تی. پی و فراخوانی برای کمک به تیم ایرانی داده و به باربران کوهستان، در ازای مشارکت در کار جستجو و نجات، قول پاداش مالی داده شد. ساعت شش صبح همین روز آیدین تماس گرفت و گفت زمینگیر شده‌اند و قادر به حرکت نیستند. ساعت هشت صبح دو باربر پاکستانی که نیمه شب از کمپ برای امداد حرکت کرده بودند در منطقه‌ای بالاتر از کمپ سوم در حال حرکت به طرف گردنه برودپیک (محدوده حضور تیم) مشاهده شدند. ساعت ۹ صبح یک تیم دو نفره از کوهنوردان سوئیسی که نیمه شب از کمپ اصلی «کا ۳» برای امداد حرکت کرده بودند نزدیک کمپ یک رسیدند و اعلام کردند قصد ادامه صعود دارند. ساعت ۹ و ۳۰ دقیقه سرپرست تیم سوئیسی اعلام کرد گروه‌های دیگری نیز تشکیل شده‌اند و قصد دارند به دنبال تیم اول به بالا صعود کنند. ساعت ۱۰ صبح آیدین مجدد تماس گرفت و شرایط شان را بحرانی اعلام کرد. ساعت یک در تماس با کمپ اصلی مشخص شد باربرها پس از تلاشی ناموفق برای رسیدن به گردنه، به کمپ سوم بازگشته اند و تلاش تیم سوئیسی برای رسیدن به کمپ دوم ادامه دارد. ساعت یک و ۳۰ دقیقه تلاش شد افراد دیگری که در منطقه هستند برای امداد رسانی به سمت گردنه صعود کنند، اما هیچ‌یک از این اقدامات نتیجه‌ای نداشت.[۱۹][۲۰]
- شنبه ۲۹ تیرماه - حدود ساعت ۱۳ و ۳۰ دقیقه تماس تلفنی با آیدین بزرگی برقرار شد. آنچه از صحبت‌های نامنظم و پراکنده وی استنباط می‌شد این بود که وضع نامناسب جسمانی و مشکلات ناشی از اقامت طولانی در ارتفاع آن‌ها را در شرایط دشواری قرار داده‌است. همین اوضاع و احوال حمایتگران سعی کردند از طریق موبایل آیدین مشخصات جغرافیایی او را پیدا کنند. هلیکوپتری برای انتقال آن‌ها آماده پرواز شد. رامین در حال مذاکره با کوهنوردان حاضر در منطقه بود. او به هر کسی که کمک کند وعده پاداش می‌داد. آخرین تماس با آیدین بزرگی در ساعت ۱۹:۳۰، برقرار می‌شود.
- ۳۰ تیر - امکان تماس مجدد با کوهنوردان مسیر نشد و مشخصات جغرافیایی آن‌ها هم به دست نیامد. توماس لامل، راهنمای معروف آلمانی به کمک تیم جستجو رفت. او در کمپ اصلی برودپیک از هلیکوپتر پیاده شد. هلیکوپتر در چند پرواز تا حد ممکن از منطقه حادثه عکاسی کرد. توماس در این پروازها حضور داشت. منظور حسین، رئیس باشگاه کوهنوردی آلپن پاکستان با اعلام توقف عملیات نجات به خبرگزاری آسوشیتدپرس گفت این سه کوهنورد توانسته بودند به قله برودپیک صعود کنند.
- ۳۱ تیر - ستاد پیگیری برنامه خبر داد توقف عملیات نجات، نظر رسمی باشگاه کوهنوردان آرش نیست و شرکت ای.تی. پی برای پرواز هلیکوپتر آمادگی کامل دارد. با وجود این کوهنوردان خارجی مستقر در کمپ اصلی برودپیک و کا۳ بعد از دیدن محل آخرین اسکان بچه‌ها، امدادرسانی را خارج از توان خود برآورد و اعلام کردند نمی‌توانند همکاری کنند.
- سه‌شنبه ۱ مرداد – در «کا۳» کوهنوردان عازم آخرین عملیات جستجو شدند. یک مسئول باشگاه آرش در ستاد پیگیری برنامه صعود اعلام کرد: طبق آخرین اخبار رسیده، سه کوهنورد هنوز زنده هستند. همچنین باشگاه کوهنوردان آرش در اطلاعیه‌ای از تمام نهادهای دولتی یا غیردولتی، تشکل‌های صنفی، اشخاص حقیقی و حقوقی که در جریان حادثه پیش آمده به صورت عملیاتی یا ارائه نظرات آن‌ها را حمایت کرده‌اند، خصوصاً خانواده سه کوهنورد تشکر کرد. بعدازظهر این روز جستجوگران قطع امید کردند. دیگر شانسی برای زنده ماندن سه کوهنورد ایرانی در قله برودپیک هیمالیا وجود نداشت. مسئول باشگاه کوهنوردی آرش هم که به پاکستان سفر کرده بود، تلاش‌های صورت گرفته برای نجات سه کوهنورد ایرانی را بی‌نتیجه دانست.
- چهارشنبه ۲ مرداد – گروهی از کارشناسان نجات بین‌المللی اعلام کردند که سه کوهنورد ایرانی فوت نموده‌اند. به گفته آن‌ها یکی از کوهنوردان در شکاف عمیق سقوط کرده بود؛ یکی گم شده بود و دیگری در کمپ شماره سه گیر افتاده بود. تلاش برای کمک به کوهنورد کمپ سه به دلیل شرایط جوی ناکام ماند. به گفته سرکرده آلمانی این گروه، امکان زنده ماندن انسان در ارتفاع بالای هفت هزار متر، برای بعد از سه تا چهار روز منتفی است.[۲۱]
- پنجشنبه ۳ مرداد – خانواده آیدین بزرگی، مجتبی جراحی و پویا کیوان جلسه‌ای را با مسئولان باشگاه کوهنوردی آرش برگزار کردند و کاملاً در جریان وقایع قرار گرفتند. آن‌ها قبول کردند عزیزان شان جان خود را از دست داده‌اند و اجازه دادند تیم‌های امداد و نجات، به دلیل شرایط جوی نامناسب آنجا از منطقه پایین بیایند.
- جمعه ۴ مرداد – در همین روز با حضور چند صد نفر، مراسم بزرگداشتی برای سه کوهنورد برگزار شد. همچنین گروه کوهنوردی دانشجویان دانشکده فنی دانشگاه تهران که در این روز موفق به فتح قله دماوند شده بودند این صعود را به روح آیدین بزرگی، پویا کیوان و مجتبی جراحی تقدیم کردند و این پرونده بسته شد.

## پس از حادثه
مراسم بزرگداشت مجتبی جراهی، در ۹ مرداد ۱۳۹۲ در مسجد نور تهران برگزار شد. در این مراسم محمدباقر قالیباف، شهردار تهران و برخی اعضای شورای شهر تهران شرکت داشتند.
محمود احمدی‌نژاد، در ۱۲ مرداد ۱۳۹۲، ضمن دیدار با خانواده‌های این سه کوهنورد، لوح طلایی ریاست جمهوری را به خانواده آنان اهدا کرد.
محمدرضا عارف به همراه حمید فرخ‌نژاد در ۲۰ مرداد ۱۳۹۲ با حضور در منزل مجتبی جراهی، از خانواده سه کوهنورد مفقود شده تقدیر کرد. در این دیدار خانواده‌های آیدین بزرگی و پویا کیوان نیز حضور داشتند. عارف در این دیدار از اقدام این سه کوهنورد به عنوان حماسه یاد کرد. فرخ‌نژاد نیز بر لزوم ساخت فیلم مستندی دربارهٔ صعود کوهنوردان به «برود پیک» و نامگذاری مسیری به نام ایران تأکید کرد.
همچنین مراسمی برای بزرگداشت و یادبود این سه کوهنورد در ۱۶ مرداد ۱۳۹۲ در سالن همایش‌های برج میلاد برگزار شد و از خانواده‌های آنان تجلیل شد. در پایان این مراسم لوح و حکم صعود این سه کوهنورد که از پاکستان ارسال شده بود به خانواده آنان اهدا شد.

## آخرین نوشته آیدین بزرگی
آخرین نوشته آیدین بزرگی که «به نام برودپیک، به امید تغییر» نام داشت، پیش از مفقود شدن او قرار بود هم‌زمان با خبر صعود موفقیت‌آمیز گروه برودپیک توسط دوستان او منتشر شود.
«این ماییم، دوباره اینجاییم. با هم هستیم، ولی تنهاییم. اینجاییم نه از برای خودخواهی، نه از برای خودنمایی، اینجاییم از سر عشق، اینجاییم از سر شور، از سر غرور. اینجاییم از برای رشد، از برای اوج، از سر جنون، اینجاییم برای پایان، پایان یک آغاز، پایانی که آغازی بلند پروازانه‌تر را نوید دهد.
...
گفتم ما تنهاییم؛ ولی نه، ما تنها نیستیم. هزاران چشم به راه ماست، هزاران دست دعاگوی ماست. چشمان مادرم، دستان پدرم، نگاه دوستانم، همه پشتوانهٔ ماست. ما تنها نیستیم، چند دهه کوهنوردی پر افتخار پشت ماست، این همه کوهنورد نو جو و نو طلب پشت ماست. پشتوانهٔ ما ارز دولتی نیست، حکم قهرمانی نیست، مقام نخبگی نیست. پشتوانهٔ ماهای و هوی نیست، جنجال نیست، مصاحبه نیست، تلویزیون نیست. پشتوانهٔ ما باربر بیچاره نیست، کپسول اکسیژن نیست، طناب ثابت نیست.
...
نه این ما نیستیم. تنها هم نیستیم. این شمایید. شما که این راه را ادامه خواهید داد، شما که این تفکر را زنده نگه خواهید داشت، شما که فریب تکرار را نخواهید خورد، در باتلاق عاشقان میز و صندلی فرو نخواهید رفت. این شمایید که غرور مایید، که پیشران مایید، که انگیزهٔ مایید. این دستان شماست که دعاگوی ماست، که خیرخواه ماست. این شمایید که همیشه زنده خواهید ماند، که آینده متعلق به شماست، که آینده متکی به شماست. آری این شمایید، فقط کافی است بخواهید، بهترین‌ها را، رشدکردن‌ها را، بالاترین‌ها را، اولین‌ها را."»